# پایدیا
پایدیا (به انگلیسی: paedeia یا paideia) کلمه‌ای‌ست یونانی به معنی پرورش کودک یا تربیت و همان لفظی‌است که بخشی از کلمه encyclopedia را می‌سازد. در آتن باستان پایدیا به نظام آموزشی گفته می‌شد که بر اساس آن دانش‌آموزان در معرض نوعی تربیت فرهنگی کامل قرار می‌گرفتند و موضوعاتی شامل فن بیان، دستور، ریاضی، موسیقی، فلسفه، جغرافیا، تاریخ طبیعی و ژیمناستیک به آن‌ها آموخته می‌شد. پایدیا در واقع فرایند تربیت انسان‌ها به سمت کمال و ماهیت اصیل و حقیقی انسان بود.

## ترجمه فارسی
پایدیا واژه‌ای‌ست که مترجمان فارسی‌زبان آن را «پرورش و تربیت انسانی» ترجمه کرده‌اند. با این‌حال برگردان صحیح و دقیق این واژه به فارسی دشوار است. چراکه افزون بر این معنا، پارسلیوس (۱۴۹۴-۱۵۹۱) انسان‌انگار سوئیسی دوران رنسانس، ژاکوب بویمه (۱۵۷۵-۱۶۲۴) عارف آلمانی و لایبنیتس (۱۶۴۶-۱۷۱۶) فیلسوف بزرگ آلمانی نیز این واژه را در معنای «شکوفایی و پرورش توانمندی‌های سازمند (ارگانیک)» استفاده کرده‌اند.

## ریشه واژه پایدیا
واژهٔ پایدیا میراث یونان باستان و به ویژه رساله‌های افلاطون و گزنفون و بعدها ارسطو است که در آتن عهد پریکلس و در دورهٔ حیات سقراط، پایدیا مهم‌ترین مسئله و بحران یونانی است. سوفیست‌ها که مدعی پایدیا بودند با آموزش ریاضیات، دستور زبان، موسیقی و... کوشیدند تا با آماده کردن روح جوانان و آموختن فن سخنوری، آن‌ها را برای مشاغل دولتی مهیا کنند. سقراط با روش خاص خود سعی کرد تا نادانی همهٔ مدعیان پایدیا را برملا کند.
وی برآن بود تا پایدیا و تربیت را بر بنیانی اخلاقی استوار کرده و با تمرکز راه تربیت انسان بر تربیت روح (نفس)، این امر را به واسطهٔ تحقق فضیلت بر روح آدمی ممکن کند. بدین روی فلسفهٔ افلاطون نیز از همین منظر با گره زدن پایدیا به دانش (دانش به مثابه نیکی) کلید خورد. بنابراین می‌توان اذعان داشت که در نزد افلاطون پایدیای هر قوم میراثی از گذشتگان است که هر نسلی از آن میراث بهره می‌برد تا خود را به انسان زیبا، کامل و آرمانی قوم خویش نزدیک کند. از این رو کل فلسفهٔ افلاطون را می‌توان پایدیا دانست. با این تفاوت که اندیشهٔ فلسفی افلاطون از مرزهای زمان و مکان می‌گذرد و به جای نشان دادن انسان زیبا و آرمانی یونانی، مسیر رسیدن به خود انسان زیبا و آرمانی را نشان می‌دهد.